# Gisela Grothaus
Gisela Grothaus (Berlim, 20 de fevereiro de 1955) é uma ex-canoísta de slalom alemã na modalidade de canoagem.

## Carreira
Foi vencedora da medalha de Prata em Slalom K-1 em Munique 1972.